# Plan regulacji urbanistycznej Bielska
Plan regulacji urbanistycznej Bielska – plan regulacyjny opracowany przez Maksa Fabianiego, słoweńsko-włoskiego architekta i urbanistę, w latach 1898–1899 na zlecenie Rady Miejskiej Bielska (dzisiejsze Bielsko-Biała). Wyznaczył on kierunki rozwoju przestrzennego miasta w XX wieku, zakładając jednocześnie znaczne zmiany w istniejącym układzie przestrzennym (np. rozdzielenie stref zabudowy) i komunikacyjnym (m.in. budowa obwodnic czy "prostowanie krzywizn"). Część założeń planu została zrealizowana dopiero w okresie międzywojennym lub nawet po II wojnie światowej, część też nigdy nie doczekała się realizacji.

## Historia
Rozbudowa przemysłu pociągnęła za sobą wzmożoną urbanizację Bielska. Po otwarciu w 1890 nowego dworca kolejowego, położonego na północnych obrzeżach miasta, zaczęło się w tym kierunku rozrastać Dolne Przedmieście, obejmujące dotąd obszar nad skanalizowanym w 1860 potokiem Niper. Zaczęły powstawać liczne szkoły, gmachy użyteczności publicznej, kamienice mieszczańskie, wille najbogatszych przemysłowców, nowe obiekty sakralne, a polna droga wiodąca w kierunku nowego dworca stała się reprezentacyjną aleją. Nowa zabudowa wzorowana była przede wszystkim na architekturze Wiednia (stąd wzięło się określenie Mały Wiedeń – używane przez niektórych najpierw w stosunku do Dolnego Przedmieścia, później do całego Bielska).
Pod koniec XIX wieku zaszła konieczność wyznaczenia kierunków dalszego rozwoju przestrzennego miasta, uregulowania ciągów komunikacyjnych i wytyczenia nowych arterii dla rozładowania ruchu kołowego. W tym celu w latach 1893–1894 przystąpiono do pomiarów geodezyjnych, prowadzonych przez Józefa Höltschela, emerytowanego profesora wiedeńskiej politechniki. Po śmierci Höltschela w 1894 prace te zostały wstrzymane. Kilka lat później rada miejska zadecydowała o uporządkowaniu urbanistyki Bielska, zapraszając jako doradców fachowych Franciszka von Grubera i Camilla Sittego, znanych austriackich urbanistów. Przygotowali oni wstępny szkic planu regulacyjnego, postulując, aby "całą akcję przeprowadzić w sposób bardziej dogłębny i przestudiowany". Bezpośrednim pomysłodawcą uregulowania urbanistyki Bielska był przemysłowiec, działacz społeczny i lokalny polityk, Gustaw Josephy.
W marcu 1898 rozpoczęto prace nad całościowym planem regulacji urbanistycznej Bielska. Zadanie to powierzono Maksowi Fabianiemu, słoweńsko-włoskiemu architektowi i urbaniście, który w tym samym roku opublikował plan regulacyjny Lublany, zniszczonej w 1895 przez trzęsienie ziemi. Pierwsze prace koncepcyjne były prowadzone już od wiosny 1898. W grudniu poszczególne części omówiono na posiedzeniach rady miejskiej i w styczniu 1899 uzgodniony wstępny projekt naniesiono na aktualny plan miasta w wymiarze pomiarów katastralnych. W ten sposób przygotowane plany w lutym przedłożono jeszcze radzie miejskiej, która je zaakceptowała. Dalsze prace, tym razem w terenie, prowadzono od lutego do października 1899 r. Wynikłe stąd dalsze korekty nanoszono potem na plan generalny. Ukończoną wersję opracowania opublikowano w październiku tegoż roku w broszurze Erläuterungs-Bericht zum General-Regulieungs-Pläne der Stadt Bielitz nakładem miasta. Następnie przez kilka miesięcy plan był udostępniony mieszkańcom miasta, którzy mogli zgłaszać sprzeciwy, wnioski i poprawki. Ostateczna wersja planu, znacznie zmodyfikowana (patrz: sekcja Realizacja) w porównaniu do pierwotnej, ukazała się drukiem w dokumencie rady miejskiej ujętym w cztery części, dotyczącym szczegółowego wykonania planu.

## Założenia
Projekt regulacji urbanistycznej Bielska składał się z 55 sekcji, obejmując dwa podstawowe zakresy spraw:
- uporządkowanie istniejącej zabudowy
- wytyczenie planu przyszłościowego rozwoju miasta w dwóch fazach:
  - w ciągu najbliższych dziesięciu lat dokonanie niezbędnej przebudowy ulic, usunięcie ulic zbędnych, poszerzenie i niwelacja pozostałych, budowa chodników oraz prace renowacyjne
  - w dalszej perspektywie wytyczenie kierunków rozwoju przestrzennego miasta w XX wieku, określenie przyszłościowych arterii komunikacyjnych, nowych dzielnic z określonym układem architektoniczno-urbanistycznym

Fabiani za centralny punkt Bielska przyjął Töpferplatz (dziś pl. Chrobrego), od którego odśrodkowo powinny się rozchodzić ulice, w tym główna oś miasta – prowadząca do głównego dworca kolejowego Franz-Josef-Straße (dziś 3 Maja) wraz ze swoimi przedłużeniami na południe, Schlossgraben (dziś Zamkowa) i Bleichstraße (dziś Partyzantów). Przygotowując plan, kierował się zasadą chronienia substancji zabytkowej i wkomponowania jej w nowy układ miasta poprzez odsłonięcie niektórych osi widokowych i utworzenie nowych przestrzeni miejskich bez naruszania historycznej zabudowy, zwłaszcza w obrębie Starego Miasta. Dążył także do wyprostowania krzywizn ulicznych i zniwelowania zbyt ostrych spadków terenu (śródmieście rozłożone jest na licznych wzgórzach). W takim celu zaprojektował np. obwodnicę staromiejską – drogę łączącą Töpferplatz z Kaiserstraße (dziś Cieszyńska) z pominięciem położonej znacznie wyżej starówki. Jednocześnie wszystkie arterie komunikacyjne miały korespondować z układem drogowym sąsiedniej Białej, tworzącej de facto z Bielskiem jeden organizm miejski (formalnie dopiero od 1951). Aby rozładować ruch kołowy przelotowy, zaprojektowane zostały dwie obwodnice:
- wewnętrzna biegnąca od głównego dworca kolejowego na zachód ku Górnemu Przedmieściu (dzisiejsza ul. Piastowska) i dalej na południe wzdłuż Schneidergasse (dziś Wyspiańskiego) i Parkstraße (dziś Listopadowa) do okolic Maisengrund i Berggasse na Żywieckim Przedmieściu, czyli dzisiejszych ul. Sikornik i Michałowicza
- zewnętrzna biegnąca od głównego dworca kolejowego na północny zachód, następnie wzdłuż północnej granicy miasta opartej na linii kolejowej do Cieszyna oraz ulic: Luschkagasse (dziś Wita Stwosza), Salzgasse (dziś Solna) i Kudlichgasse (dziś Najświętszej Marii Panny Królowej Polski) na ówczesnych zachodnich peryferiach, łącząc się z obwodnicą wewnętrzną w rejonie Maisergrund (dziś Sikornik)

Projekt zakładał również utworzenie przejść schodowych i pasaży dla pieszych w miejscach szczególnie silnych spadków terenu: od Bleichstraße do ulicy Purzelberg (dziś Lompy) i między Franz-Josef-Straße a Bahnstraße (dziś Barlickiego) oraz poszerzenie schodów tworzących wschodnią część Staffelgasse (dziś Schodowa). Fabiani postulował ponadto utworzenie mostu na Białej łączącego Börsenplatz (dziś pl. Smolki) z Augasse (dziś Stojałowskiego), bialskim bulwarem wzdłuż rzeki Niwki, która powinna zostać skanalizowana (a Augasse przekształcona w ulicę dla ruchu kołowego).
Projekt regulacyjny Bielska zakładał podział miasta na pięć stref zabudowy:
1. Stare Miasto powinno zachować swój zabytkowy układ urbanistyczny i historyczną architekturę. Tym samym należy silnie ograniczyć lub całkowicie wyeliminować nowoczesną zabudowę na tym obszarze.
2. Tereny pomiędzy dworcem kolejowym na północy, Schieshausstraße (dziś Słowackiego) na zachodzie, Gustaw-Josephy-Platz (dziś pl. Żwirki i Wigury) na południu i rzeką Białą na wschodzie oraz wzdłuż Josefstraße (dziś Sobieskiego) i Kaiserstraße (dziś Cieszyńska) winny mieć gęstą, zwartą zabudowę tworzoną przede wszystkim przez kamienice i budynki użyteczności publicznej.
3. Strefę mieszaną, mieszkalno-przemysłową powinny tworzyć Żywieckie Przedmieście i obszar na północ od wewnętrznej obwodnicy
4. Strefa ściśle przemysłowa powinna obejmować dzielnicę Leszczyny oraz północne przedmieścia położone wzdłuż linii kolejowych do Krakowa, Katowic i Cieszyna.
5. Strefa willowa powinna być usytuowana na Górnym Przedmieściu, wyłączając Josef- i Kaiserstraße z najbliższą okolicą.

W teorii projekt zakładał radialny układ rozwojowy miasta, które rozrastałoby się odśrodkowo od centrum, wzdłuż sieci ulic biegnących prosto w kierunku zewnętrznym i krzyżujących się z okrężnie poprowadzonymi obwodnicami. Koncepcja ta, opierająca się na wzorach Ottona Wagnera (którego Fabiani był uczniem) i jego planie regulacji Wiednia, pozwalała na nieograniczone możliwości rozwoju przestrzennego na skutek przedłużania radialnych arterii i dodawania nowych obwodnic.
Fabiani sporo uwagi poświęcił także założeniom parkowym i zieleni miejskiej. W miejscu przewidzianych do zamknięcia cmentarzy: starego ewangelickiego (zamknięty w 1911, jednak nigdy niezlikwidowany) oraz katolickiego przy kościele św. Trójcy (zlikwidowany w 1899) przewidział parki miejskie. Opowiedział się także za powiększeniem Parku Miejskiego oraz utworzeniem zadrzewionej promenady wzdłuż Białej. Obszary parkowe proponował także w rejonie Mühlgasse (dziś Młyńska) i Rotenturmstraße (dziś Batorego). Jednocześnie postulował likwidację istniejących od 1489 ogrodów zamkowych znajdujących się pomiędzy zamkiem Sułkowskich a Białą i budowę w ich miejscu nowoczesnej dzielnicy mieszkalnej.
Ponadto zaproponował rozbudowę kościoła św. Mikołaja bądź budowę nowego parafialnego kościoła katolickiego z uwagi na to, że średniowieczna świątynia istniejąca w niezmienionym kształcie od połowy XVIII wieku nie odpowiadała już aktualnym potrzebom. Chciał też rozbudowy dzielnicy robotniczej na Żywieckim Przedmieściu, przy Berggasse (dziś Michałowicza) i Kamitzgasse (dziś Kamienicka) oraz budowy hotelu robotniczego na pięć tysięcy miejsc. Najbardziej znany jest jednak projekt przebudowy Töpferplatz, uznanego przez Fabianiego za najważniejszą przestrzeń publiczną Bielska (co oddawało faktyczny stan rzeczy), na którym miał się znaleźć secesyjny gmach ratusza "o iście florenckim pięknie".

## Realizacja
Realizacja wszystkich założeń planu została obliczona na 1 800 000 koron austro-węgierskich. Było to jedną z głównych przyczyn niewykonania planu w całości – kwotę szybko zredukowano o blisko połowę, do 1 000 000 koron. Ponadto sam projekt wywołał wiele kontrowersji. Pojawiały się opinie, że jest "utopijny", "pomyślany na jakąś wyimaginowaną przyszłość" itp. Realizację niektórych postulatów uniemożliwiły sprzeciwy mieszkańców, którym plan został udostępniony do wglądu. Część projektów Fabianiego zmodyfikowano.
Spośród dwóch zaprojektowanych obwodnic powstał jedynie w 1913 liczący 700 metrów północny odcinek obwodnicy wewnętrznej, będący współcześnie fragmentem ul. Piastowskiej. Główną przyczyną były zbyt wysokie koszty wykupu działek. Po II wojnie światowej obwodnica śródmieścia, bez związku z XIX-wiecznymi zamierzeniami Fabianiego ani nawet bez przeznaczenia jako obwodnicy, jednak powstała – stworzyła ją przedłużona do 2,5 km ul. Piastowska, fragment al. Andersa oraz przedłużona i wydłużona ul. Michałowicza (w XIX w. niewielka uliczka Berggasse); do kolejnych realizacji (typowych obwodnic), śródmiejskiej obwodnicy zachodniej oraz "ul. Nowopiekarskiej", stanowiącej północną obwodnicę śródmieścia, przystąpiono dopiero w XXI w.
Nigdy nie przystąpiono także do budowy obwodnicy staromiejskiej i aż do lat 50. XX w. ruch tranzytowy w kierunku Cieszyna odbywał się średniowiecznymi uliczkami Starego Miasta. Niwka została skanalizowana w latach 1913–1916, a most łączący d. Börsenplatz (po 1918 pl. F. Smolki) z powstałą w ten sposób ulicą oddano do użytku w roku 1974 (bez związku z planem z 1899). Powstały za to proponowane przechody schodowe i pasaże dla pieszych.
Postulowane rozdzielenie stref zabudowy miało miejsce tylko częściowo. O ile podział na dzielnice z zabudową zwartą, willową i mieszaną jest do dziś wyraźnie widoczny, to przeniesienie zakładów przemysłowych poza centrum nastąpiło dopiero pod koniec XX wieku.

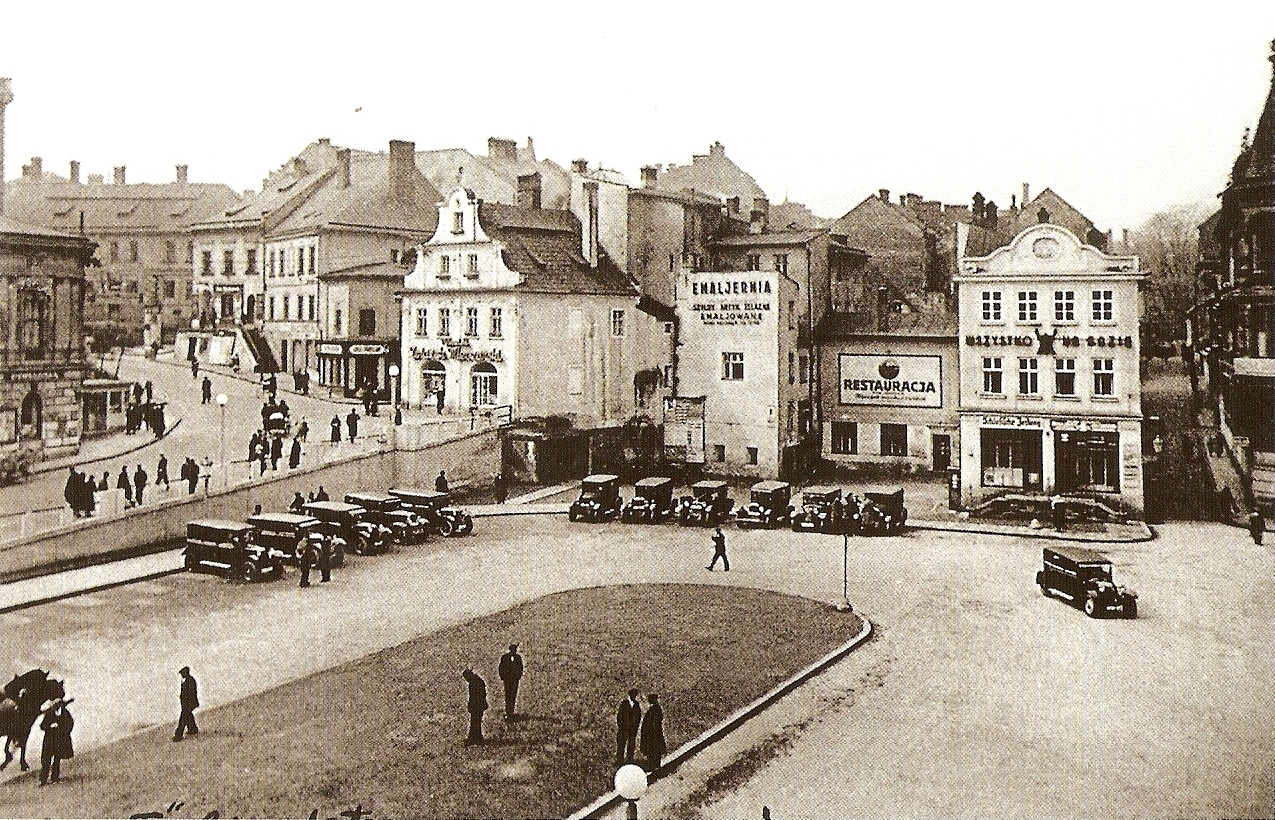
Zachodnia "pierzeja" pl. Bolesława Chrobrego przed 1938 r.

Spośród projektowanych przez Fabianiego założeń parkowych dokonano jedynie powiększenia Parku Miejskiego. Ogrody zamkowe zostały zlikwidowane w latach 1934–1937, w ich miejscu powstało funkcjonalistyczne osiedle mieszkaniowe.
Kościół św. Mikołaja, dzisiejsza katedra, został rozbudowany w stylu neogotycko-wczesnomodernistycznym w latach 1909–1912. Osiedle robotnicze na Żywieckim Przedmieściu zostało rozbudowane w 1911, nie powstał jednak projektowany hotel robotniczy. Nie zrealizowano także największego z projektów – przebudowy Töpferplatz (później noszącego nazwę pl. Chrobrego), który pomimo swojego znaczenia do 1938 nie posiadał zachodniej pierzei (tej, którą według Fabianiego miał zajmować ratusz).